# ورخوتسنکو
ورخوتسنکو (انگلیسی: Verkhotsenko) یک شهرک در شهرستان میاکینسکی استان باشقیرستان کشور روسیه است.